# Bistum Avellino
Das Bistum Avellino (lateinisch Dioecesis Abellinensis, italienisch Diocesi di Avellino) ist eine in Italien gelegene Diözese der römisch-katholischen Kirche mit Sitz in Avellino. Es wurde im 5. Jahrhundert gegründet.

## Weblinks

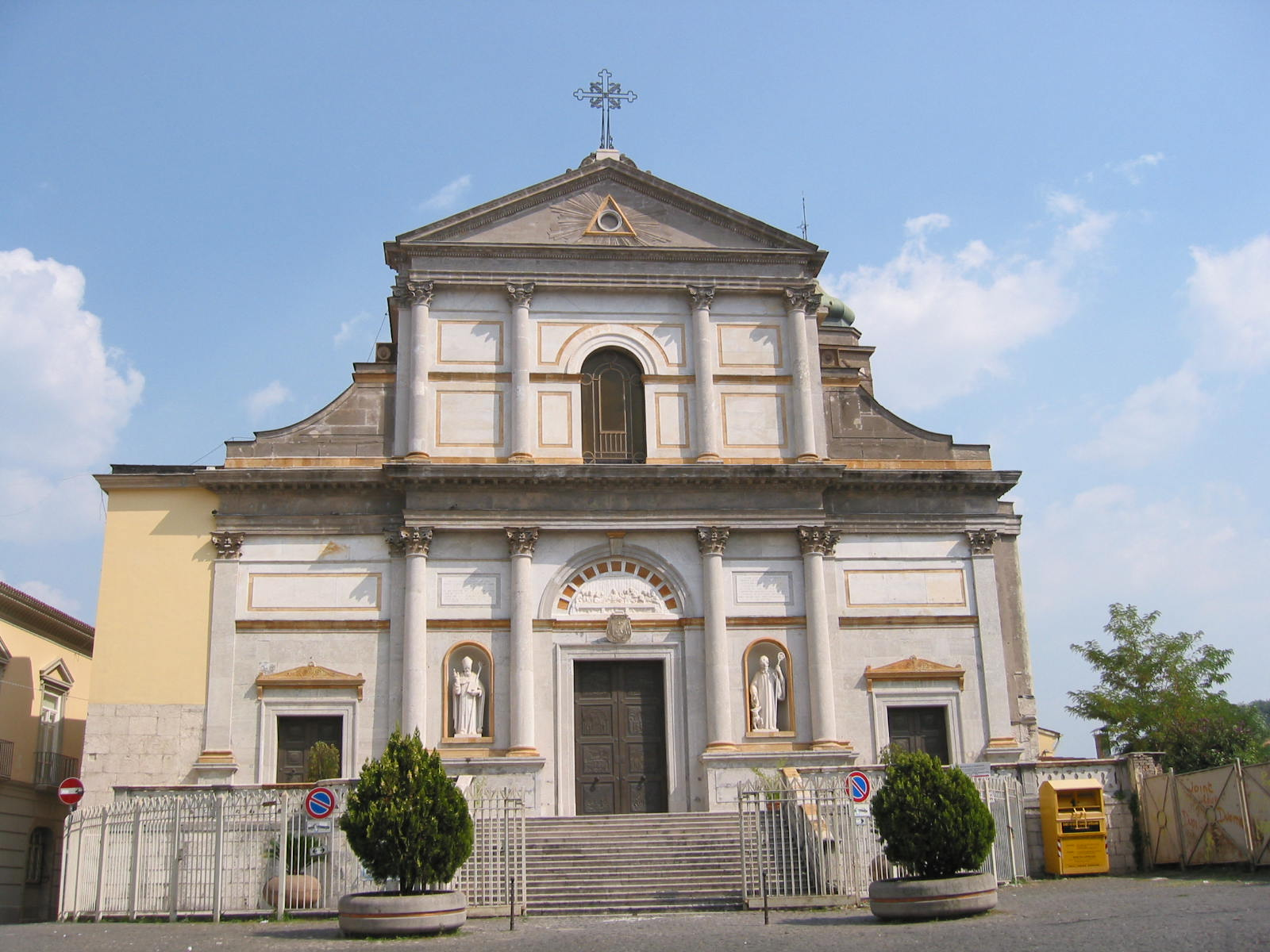
Kathedrale Santa Maria Assunta in Avellino